# 奧羅諾科鎮區 (明尼蘇達州奧姆斯特德縣)
奧羅諾科鎮區（英語：Oronoco Township）是位於美國明尼蘇達州奧姆斯特德縣的一個行政鎮區。

## 地方資料
奧羅諾科鎮區的面積為82.71平方千米，當中陸地面積為80.87平方千米，而水域面積為1.83平方千米。根據2020年美國人口普查的數據，當地共有人口2456人，而人口密度為每平方千米29.69人。